# Til døden os skiller (dokumentarfilm 2015)
|  | Denne artikel er oprettet af botten Steenthbot ud fra en ekstern database. Den kan derfor have sproglige fejl eller mangler. Denne skabelon kan fjernes efter kontrol af indholdet. |

Til døden os skiller er en dansk dokumentarfilm fra 2015 instrueret af Anna Tveskov Jørgensen.

## Handling
Ingrid og Hans har været gift i snart 60 år. Deres barnebarn tager på besøg for at finde ud af, hvordan de har holdt sammen i så mange år. Hun hører om deres liv sammen og spørger ind til, hvilke tanker de har om det at miste hinanden

## Medvirkende
- Ingrid Stærgaard Madsen
- Hans Madsen
- Line Stærgaard Madsen